# Hilde Schneider (Pfarrerin)
Hilde Charlotte Schneider (* 12. November 1916 in Hannover; † 24. Januar 2008 in Kronberg im Taunus) war eine deutsche Krankenschwester, die wegen ihrer Abstammung Opfer der nationalsozialistischen Judenverfolgung wurde und später als evangelische Pfarrerin arbeitete.

## Leben
Schneider wuchs als Tochter des Arztes Paul und seiner Frau Else, beide aus Breslau stammend, auf und wurde evangelisch getauft. Sie wurde aufgrund ihrer jüdischen Abstammung vor dem Abitur von der Sophienschule Hannover verwiesen. Anstelle des geplanten, aber verwehrten Medizinstudiums entschied sie sich für eine Ausbildung zur Krankenschwester und trat am 2. Januar 1935 als Vorprobeschwester in die Diakonissenanstalt der Henriettenstiftung ein. Als die Henriettenstiftung vier Jahre später nationalsozialistisch beherrscht war, wurde sie jedoch dazu gedrängt, ohne Examen und vor der Einsegnung als Diakonisse wieder auszuscheiden. Das Examen konnte sie am Jüdischen Krankenhaus in Hannover ablegen und im „Lydiahof“, einem Heim für alleinstehende Frauen und Mädchen in der Hinüberstr. 19, Unterkunft finden. Am 10. Dezember 1941 wurde sie von der Gestapo verhaftet und am 15. Dezember mit dem ersten Transport aus Hannover ins Ghetto Riga deportiert. Dort arbeitete sie als Krankenschwester, lebte gleichwohl isoliert und überlebte durch Lebensmittelgeschenke von Patienten. Nach dessen Auflösung im April 1943 kam sie in das Konzentrationslager Kaiserwald bei Riga und dann in das zum KZ Stutthof gehörende Außenlager Thorn. Durch Rheuma und Typhus geschwächt und von anderen Häftlingen auf einem Proviantschlitten gezogen erlangte sie im Februar 1945 im sowjetisch besetztem Gebiet die Freiheit. „Rückhalt fand Hilde Schneider die gesamte Zeit über in ihrer Bibel, die sie von Hannover nach Riga und zurück immer bei sich trug“, heißt es in der Kurzbiografie der Website der Stiftung niedersächsische Gedenkstätten.
Nach der Rückkehr in ihre Heimatstadt lehnte sie ein Angebot des Henriettenstifts ab, wieder dort zu arbeiten. Sie holte das Abitur nach und legte ein Examen als Gemeindehelferin ab. An der Universität Göttingen begann sie 1946 ein Theologiestudium, das sie 1953, unterbrochen durch mehrere Krankenhausaufenthalte, abschließen konnte. Weil Frauen damals in der Evangelisch-lutherischen Landeskirche Hannovers noch nicht ordiniert wurden, wurde sie zunächst Hilfsvikarin in Bremerhaven. Von dort wechselte sie 1959 in die Stelle einer Gefängnisseelsorgerin im Frauengefängnis in Frankfurt-Preungesheim. 1973 trat sie aus gesundheitlichen Gründen vorzeitig in den Ruhestand, den sie im Altkönig-Stift in Kronberg verbrachte. Bestattet wurde sie auf dem Salemsfriedhof der Henriettenstiftung in Hannover-Kirchrode.

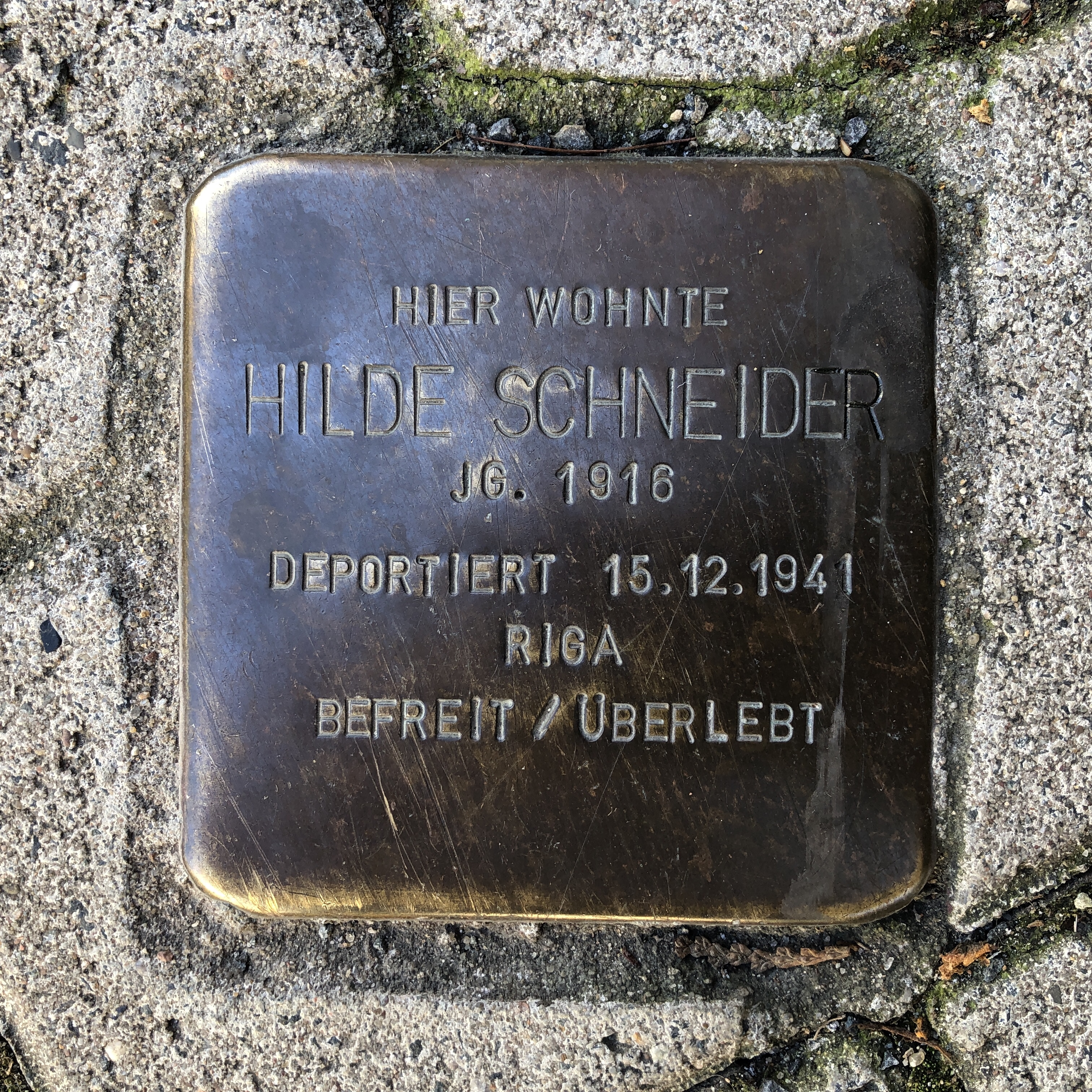
Stolperstein für Hilde Schneider in der Hinüberstraße

## Rezeption

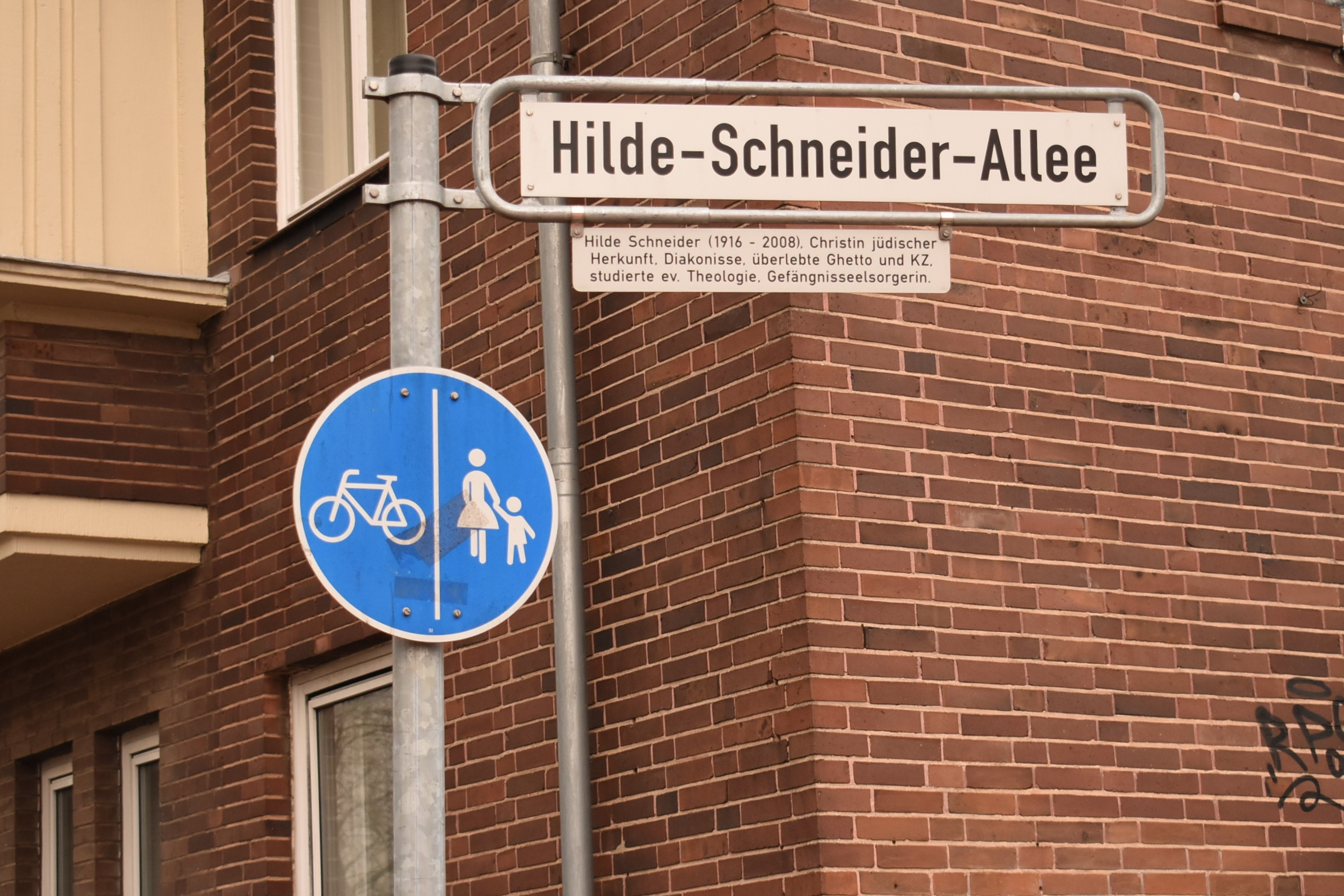
Die Hilde-Schneider-Allee in Hannover-Südstadt

2007 benannte das Henriettenstift ein Pflege- und Therapiezentrum nach Hilde Schneider. 2014 wurde in der Hinüberstraße ein Stolperstein für sie verlegt. Die Stadt Hannover benannte 2015 die Elkartallee in der Südstadt in Hilde-Schneider-Allee um.